# Elena Aprile
Elena Aprile (Milán, 12 de marzo de 1954) es una física de partículas italiana. Ha sido profesora de física en la Universidad de Columbia desde 1986. Es la fundadora y portavoz del Experimento de Materia Oscura XENON. Además, es conocida por su trabajo con detectores de gases nobles líquidos y por sus contribuciones a la astrofísica de partículas en la búsqueda de materia oscura.

## Educación y carrera académica
Estudió física en la Universidad de Nápoles y completó su tesis de maestría en el CERN (Organización Europea para la Investigación Nuclear) bajo la supervisión del profesor Carlo Rubbia. Después de recibir su título de Laurea en 1978, se matriculó en la Universidad de Ginebra, donde recibió su doctorado en física en 1982. Se trasladó a la Universidad de Harvard en 1983 como investigadora postdoctoral en el grupo de Carlo Rubbia. Se unió a la facultad de la Universidad de Columbia en 1986,  obteniendo su cátedra completa en 2001. De 2003 a 2009, se desempeñó como codirectora del Laboratorio de Astrofísica de Columbia.

## Investigación
Es especialista en detectores de gases nobles en estado líquido y su aplicación en física de partículas y astrofísica. Comenzó a trabajar en detectores de argón líquido como estudiante de posgrado en el CERN, continuando su investigación como becaria postdoctoral en Harvard. En Columbia investigó las propiedades de los gases nobles líquidos para la espectroscopia de radiación y la formación de imágenes en astrofísica. Este trabajo condujo a la realización de la primera cámara de proyección de tiempo de xenón líquido (LXeTPC) como un telescopio Compton para rayos gamma MeV.
De 1996 a 2001, fue portavoz del proyecto LXeGRIT (Liquid Xenon Gamma-Ray Imaging Telescope), patrocinado por la NASA, y dirigió la primera prueba de ingeniería del telescopio en un entorno espacial cercano y campañas científicas posteriores con vuelos en globo de larga duración. LXeGRIT utilizó una cámara de proyección de tiempo de xenón líquido como un telescopio Compton para obtener imágenes de fuentes cósmicas en la banda de energía de 0,15 a 10 MeV. Se recopilaron un total de aproximadamente 36 horas de datos de dos vuelos de larga duración en 1999 y 2000, a una altitud promedio de 39 km.
Desde 2001, el enfoque de la investigación de Aprile se trasladó a la astrofísica de partículas, específicamente a la detección directa de materia oscura con xenón líquido. Es la fundadora y portavoz del experimento de materia oscura XENON, que tiene como objetivo descubrir las Weakly Interacting Massive Particles (WIMP) a medida que se dispersan átomos de xenón en detectores de xenón líquido operados bajo tierra.

## Premios
- Premio a la Carrera de la Fundación Nacional de Ciencias en 1991 y el Premio de la Sociedad Japonesa para la Promoción de la Ciencia en 1999. Ha sido miembro de la American Physical Society desde 2000.
- En 2005 recibió la medalla de Ufficiale della Republica Italiana del presidente italiano Carlo Azeglio Ciampi.[11]
- El asteroide 268686 Elenaaprile, descubierto por el astrónomo aficionado italiano Silvano Casulli en 2006, fue nombrado en su honor.
- En 2019 recibió el premio Lancelot M. Berkeley - New York Community Trust por trabajo meritorio en astronomía de la American Astronomical Society.
- En 2020 fue seleccionada como profesora invitada de física Margaret Burbidge en UC San Diego,[12] y elegida para la Academia Estadounidense de Artes y Ciencias.[13]